# Dan Bain
Donald H. Bain (* 14. Februar 1874 in Belleville, Ontario; † 15. August 1962 in Winnipeg, Manitoba) war ein kanadischer Eishockeyspieler und eines der ersten zwölf Mitglieder der Hockey Hall of Fame, bei deren Gründung im Jahre 1945.
Seine kurze aber intensive Karriere begann in der Saison 1894/95 und endete zur Saison 1901/02 bei den Winnipegs Victorias. Mit ihnen konnte er auch 2-mal (1896 und 1901) den Stanley Cup erringen.
Zu dieser Zeit existierte die National Hockey League noch nicht und man spielte in regionalen Ligen. Bains Team aus Winnipeg spielte in der Manitoba Hockey League.
Bains außergewöhnliches Talent wurde mehrfach geehrt, so ist er Mitglied der Kanadischen Sport Hall of Fame und der Manitoba Sport Hall of Fame.
1949 wurde er mit der Aufnahme in die Hockey Hall of Fame gewürdigt.

## Karrierestatistik
| 1893–94 | Winnipeg Victorias | WHL Jr. | –  | –  | – | –  | – | –  | –  | – | –  | – |
| 1894–95 | Winnipeg Victorias | MHL Sr. | 3  | 10 | 0 | 10 | – | –  | –  | – | –  | – |
| 1895–96 | Winnipeg Victorias | MHL Sr. | 5  | 10 | 3 | 13 | – | –  | –  | – | –  | – |
|         | Winnipeg Victorias | St. Cup | –  | –  | – | –  | – | 2  | 3  | 0 | 3  | – |
| 1896–97 | Winnipeg Victorias | MHL Sr. | 5  | 7  | 1 | 8  | – | –  | –  | – | –  | – |
| 1897–98 | Winnipeg Victorias | MHL Sr. | 5  | 13 | 1 | 14 | – | –  | –  | – | –  | – |
| 1898–99 | Winnipeg Victorias | MHL Sr. | 3  | 11 | 1 | 12 | – | –  | –  | – | –  | – |
|         | Winnipeg Victorias | St. Cup | –  | –  | – | –  | – | 1  | 0  | 0 | 0  | 0 |
| 1899–00 | Winnipeg Victorias | MHL Sr. | 2  | 9  | 1 | 10 | 0 | –  | –  | – | –  | – |
|         | Winnipeg Victorias | St. Cup | –  | –  | – | –  | – | 3  | 4  | 0 | 4  | – |
| 1900–01 | Winnipeg Victorias | MHL Sr. | 3  | 3  | 0 | 3  | 1 | –  | –  | – | –  | – |
|         | Winnipeg Victorias | St. Cup | –  | –  | – | –  | – | 2  | 3  | 0 | 3  | – |
| 1901–02 | Winnipeg Victorias | MHL Sr. | 1  | 3  | 0 | 3  | 0 | –  | –  | – | –  | – |
|         | Winnipeg Victorias | St. Cup | –  | –  | – | –  | – | 3  | 0  | 0 | 0  | 0 |
| gesamt  | gesamt             | gesamt  | 27 | 66 | 7 | 73 | 1 | 11 | 10 | 0 | 10 | 0 |